# Coulommiers, Seine-et-Marne
Coulommiers là một xã trong vùng hành chính Île-de-France, thuộc tỉnh Seine-et-Marne, quận Meaux, tổng Coulommiers. Tọa độ địa lý của xã là 48° 49' vĩ độ bắc, 03° 06' kinh độ đông.

## Thông tin nhân khẩu
| 1946  | 1954  | 1962  | 1968   | 1975   | 1982   | 1990   | 1999   |
| ----- | ----- | ----- | ------ | ------ | ------ | ------ | ------ |
| 7 660 | 8 561 | 9 502 | 11 263 | 11 498 | 11 886 | 13 087 | 13 852 |

## Các thành phố kết nghĩa

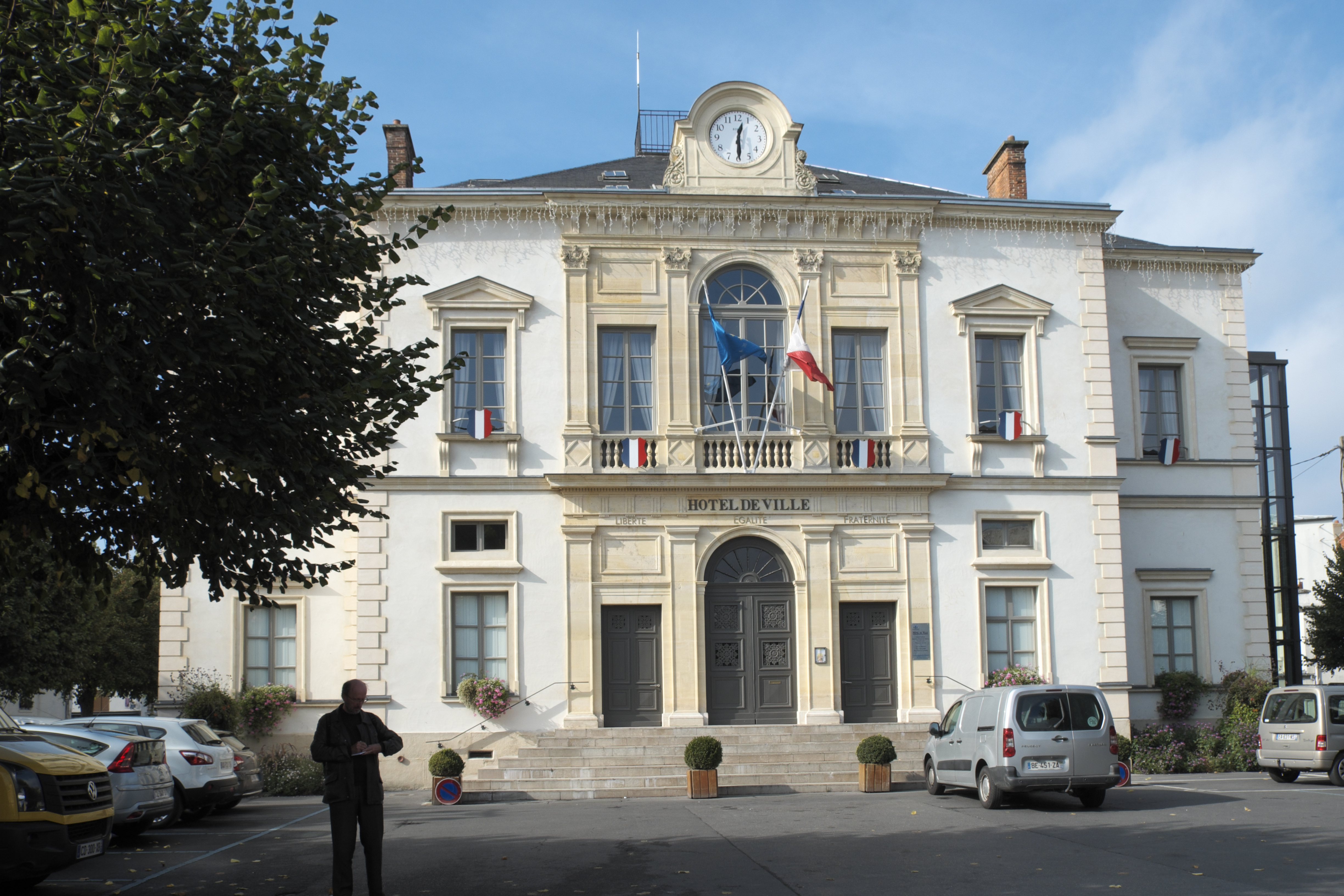
Hôtel de Ville

- Titisee-Neustadt, Đức
- Leighton Buzzard, Anh